# Diverticulum suburethrale
Als Diverticulum suburethrale bezeichnet man in der Tieranatomie eine ventral der Harnröhre (Urethra) liegende, blind endende Schleimhauteinstülpung. Sie kommt bei weiblichen Paarhufern vor. Dieser kleine Blindsack liegt direkt im Bereich der äußeren Harnröhrenmündung (Ostium urethrae externum) im Bereich des Scheidenvorhofs. Klinisch ist er beim Katheterisieren der Harnblase von Bedeutung. Mit Einführen des Katheters in die äußere Harnröhrenmündung gelangt dieser fast immer in diesen Blindsack und lässt sich daher nicht weiterschieben. Bei unsachgemäßen Katheterisierungsversuchen kommt es daher zu Verletzungen in diesem Bereich.
Bei der Frau können als Fehlbildung ein oder mehrere solcher Diverticula suburethralia im Bereich der Harnröhre vorkommen. Sie werden bei Beschwerden operativ beseitigt.